# Saint-Julien-d’Armagnac
Saint-Julien-d’Armagnac ist eine französische Gemeinde mit 109 Einwohnern (Stand 1. Januar 2022) im Département Landes in der Region Nouvelle-Aquitaine. Sie gehört zum Kanton Haute Lande Armagnac und zum Arrondissement Mont-de-Marsan. 
Sie grenzt im Nordwesten an Vielle-Soubiran (Berührungspunkt), im Norden an Estigarde, im Osten an Créon-d’Armagnac, im Südosten an Lagrange, im Süden an Mauvezin-d’Armagnac (Berührungspunkt) und im Südwesten an Betbezer-d’Armagnac.

## Bevölkerungsentwicklung
| Jahr      | 1962 | 1968 | 1975 | 1982 | 1990 | 1999 | 2008 | 2017 |
| --------- | ---- | ---- | ---- | ---- | ---- | ---- | ---- | ---- |
| Einwohner | 208  | 160  | 159  | 156  | 139  | 102  | 118  | 108  |

## Sehenswürdigkeiten
- Kirche Saint-Julien, seit 2016 als Monument historique ausgewiesen

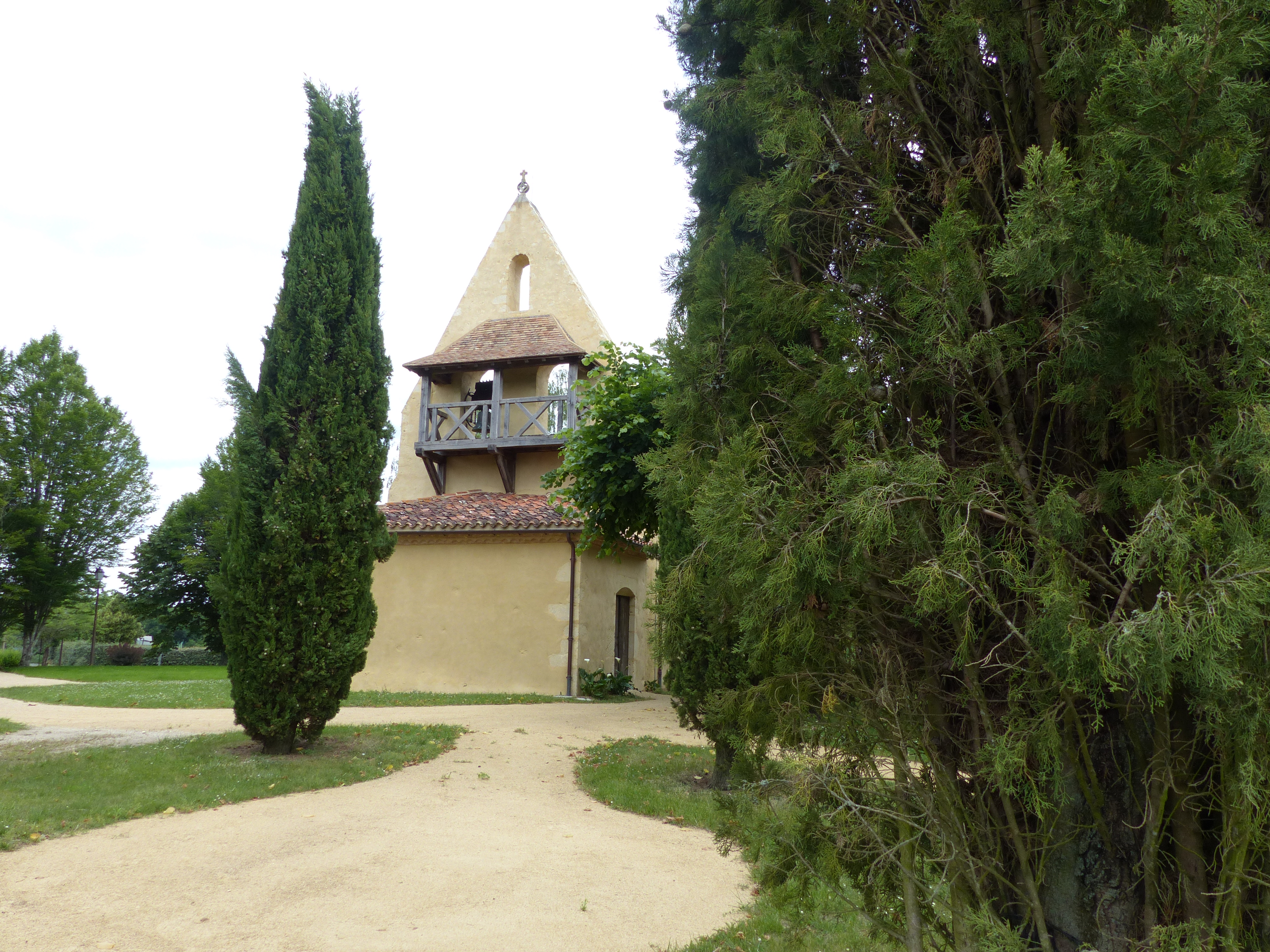
Kirche Saint-Julien